# Malaysia Open 1985
Die Malaysia Open 1985 im Badminton fanden vom 16. bis zum 21. Juli 1985 in Kuala Lumpur statt. Es wurden nur vier Disziplinen gespielt, die Mixedkonkurrenz wurde nicht ausgetragen. Die Malaysia Open 1985 sind nicht zu verwechseln mit den Malaysian Masters 1985.

## Finalergebnisse
| Disziplin    | Sieger                       | Finalist                    | Ergebnis           |
| ------------ | ---------------------------- | --------------------------- | ------------------ |
| Herreneinzel | Misbun Sidek                 | Michael Kjeldsen            | 18-16, 15-6        |
| Dameneinzel  | Gillian Gowers               | Helen Troke                 | kampflos           |
| Herrendoppel | Jalani Sidek Razif Sidek     | Martin Dew Dipak Tailor     | 18-16, 12-15, 15-3 |
| Damendoppel  | Gillian Gowers Gillian Clark | Verawaty Fajrin Dwi Elmyati | 15-10, 15-11       |